# Joteïta
La joteïta és un mineral de la classe dels fosfats. Rep el seu nom per la mina Jote, a Xile, on va ser descoberta.

## Característiques
La joteïta és un arsenat de fórmula química Ca₂CuAl(AsO₄)[AsO₃(OH)]₂(OH)₂(H₂O)₅. Cristal·litza en el sistema triclínic. La seva duresa a l'escala de Mohs es troba entre 2 i 3. Els exemplars que van servir per a determinar l'espècie, el que es coneix com a material tipus, es troben conservats a les col·leccions del Museu d'Història Natural del Comtat de Los Angeles, amb els números de catàleg 63592 63593 i 63594.

## Formació i jaciments
Va ser descoberta a la mina Jote, al districte de Pampa Larga de Tierra Amarilla, a la província de Copiapó, Regió d'Atacama (Xile). Es tracta de l'únic indret on ha estat trobada aquesta espècie mineral.